# Ajiva

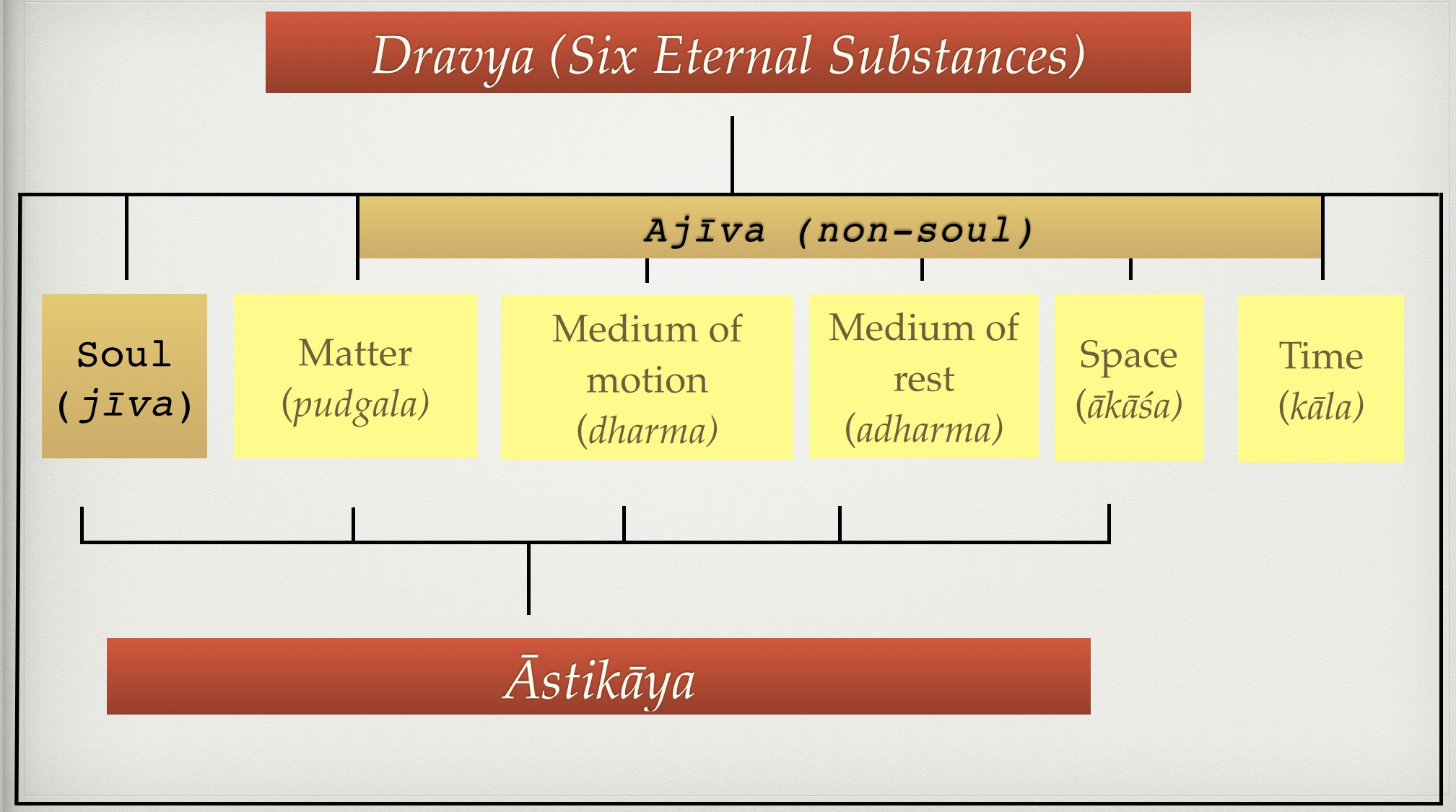
Tableau montrant six Dravya et cinq Astikaya et classant également les jīva et ajīva.

Ajiva est un terme utilisé dans le jaïnisme et sa cosmographie pour caractériser les substances non-vivantes. Les ajivas sont le contraire  des jivas: les êtres qui ont une âme. Les ajivas sont de deux types: avec des formes comme les pierres; et sans forme comme l'espace, la lumière. Jivas et ajivas composent l'univers jaïn dans son stade médian, entre les démons et les dieux.